# Libertärer Kommunalismus
Libertärer Kommunalismus ist eine vor allem von Murray Bookchin und Janet Biehl geprägte anarchistische Strömung des ausgehenden 20. Jahrhunderts.
Kernelement ist die Vorstellung einer dezentralisierten Gemeinschaft kleinerer Städte in einem föderalen System. Bookchin orientierte sich an der überschaubaren Polis des griechischen Altertums mit der direktdemokratischen Bürgerversammlung und fügte das kommunale Eigentum der Produktionsmittel als materiellen Bestandteil des libertären institutionellen Rahmens auf ökologischer Basis hinzu. Mit einer Föderation der Kommunen als wirtschaftlich und politisch gemeinsam Ressourcen öffentlich verwaltender Gemeinschaft komplettierte er das Modell. Im Öko-Anarchismus und der globalisierungskritischen Bewegung US-amerikanischer Prägung wurden diese Ideen aufgegriffen.

## Rezeption
Die Arbeiterpartei Kurdistans hat Ideen und Begriffe offiziell übernommen und den demokratischen Konföderalismus entwickelt, wiewohl die Ernsthaftigkeit von Anspruch und Umsetzung beispielsweise im kurdischen Rojava zur Zeit des Bürgerkriegs der 2010er Jahre von anarchistischer Seite kritisch hinterfragt wurde.
Von traditionell anarchistischer wie anarchosyndikalistischer Seite werden einige Ideen, insbesondere die Beteiligung an Wahlen auf kommunaler Ebene, als bürgerlich und reformistisch abgelehnt.